# One Can't Always Tell
One Can't Always Tell è un cortometraggio muto del 1913 diretto da Van Dyke Brooke.

## Trama
In casa delle sorelle Bardell c'è trambusto perché è arrivata una lettera che annuncia una visita della zia Lydia. Le tre signorine sono in ambasce perché sono appena state lasciate dalla domestica e vogliono far bella figura con la parente che nessuna di loro conosce personalmente. Chiamano l'agenzia per farsi mandare una nuova donna e, quando questa arriva, la caricano di un'infinità di compiti da svolgere tutti in un colpo. La domestica si mette al lavoro ma, in realtà, non è lei la donna mandata dall'agenzia, bensì proprio zia Lydia che, vestita molto semplicemente, è stata scambiata per la serva attesa.
Quando in casa giunge la vera domestica, le sorelle la scambiano per zia Lydia e la trattano in apparenza molto gentilmente, mentre alle sue spalle, la deridono per i suoi modi goffi. La vera zia osserva tutto e, alla fine, disgustata dal comportamento delle parenti, rivela la propria identità, annunciando che lascerà la propria eredità in beneficenza e non certo a loro. Poi se ne va, portandosi dietro anche la cameriera.

## Produzione
Il film fu prodotto dalla Vitagraph Company of America.

## Distribuzione
Distribuito dalla General Film Company, il film - un cortometraggio di 150 metri - uscì nelle sale cinematografiche statunitensi il 31 maggio 1913. Nelle proiezioni, veniva programmato con il sistema dello split reel, accorpato in un'unica bobina con un altro cortometraggio prodotto dalla Vitagraph, la commedia If Dreams Came True; or, Who'd Have Thunk It?.